# Combretum kraussii
Combretum kraussii är en tvåhjärtbladig växtart som beskrevs av Ferdinand von Hochstetter. Combretum kraussii ingår i släktet Combretum och familjen Combretaceae. Inga underarter finns listade i Catalogue of Life.

## Bildgalleri

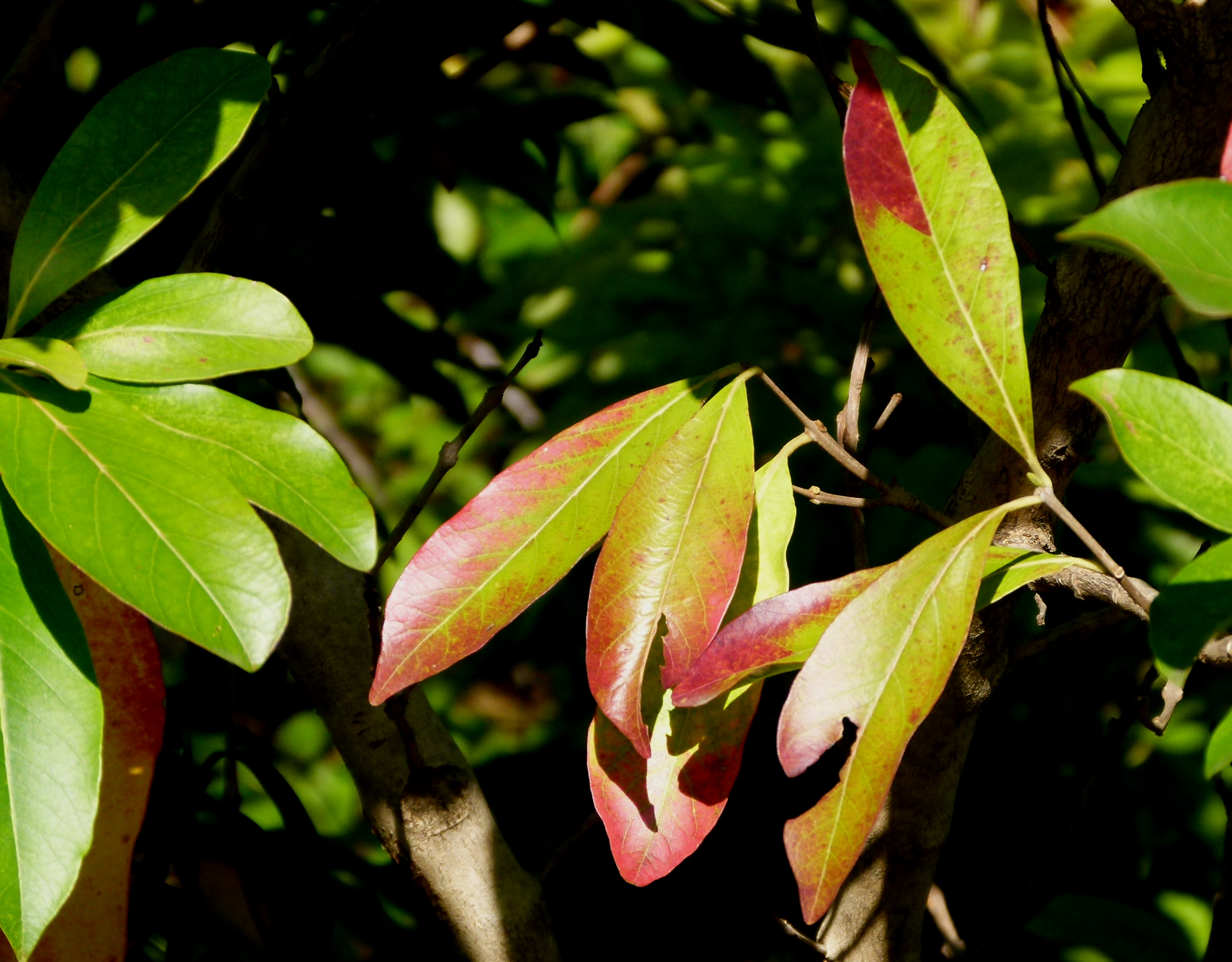
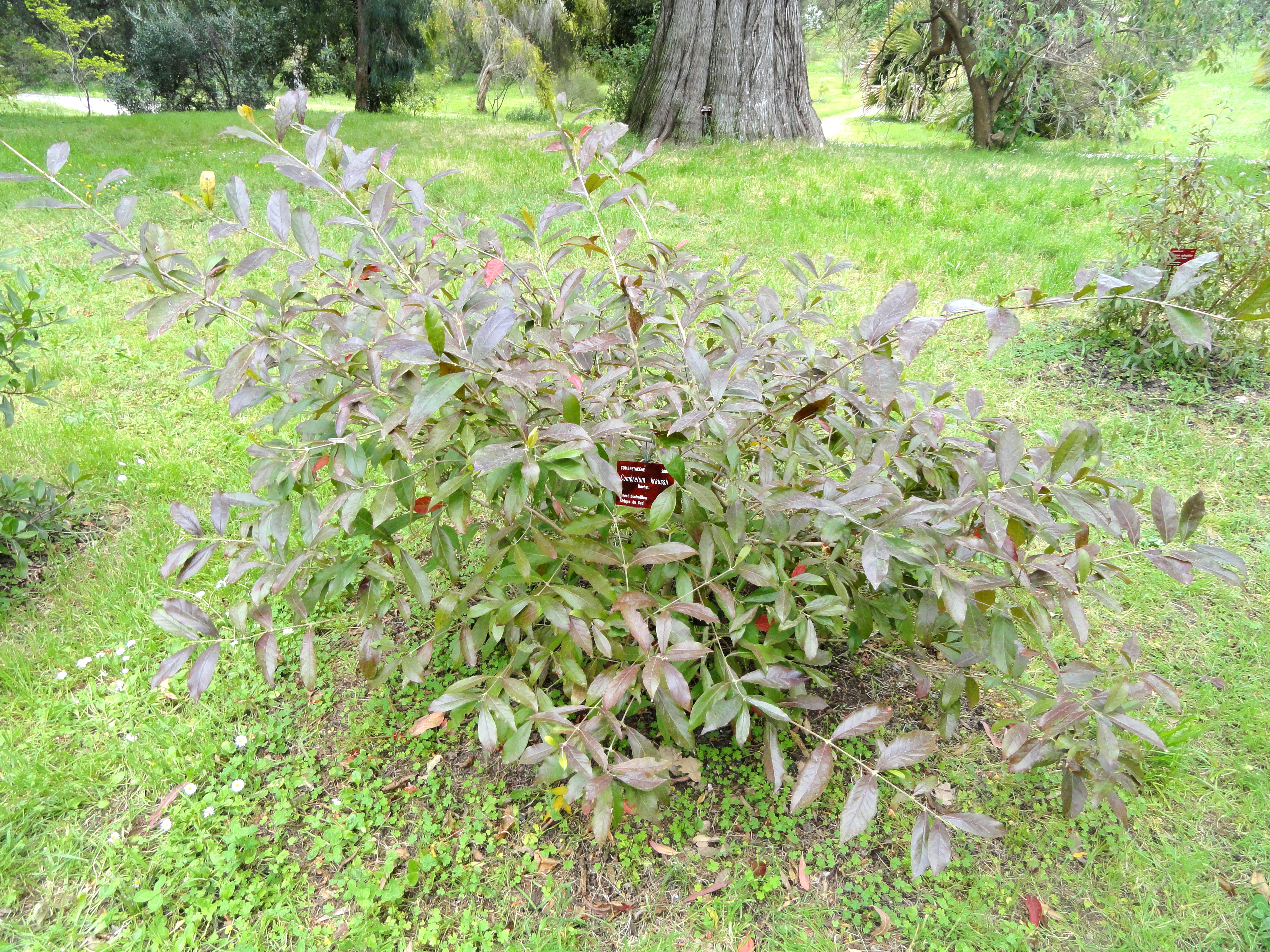
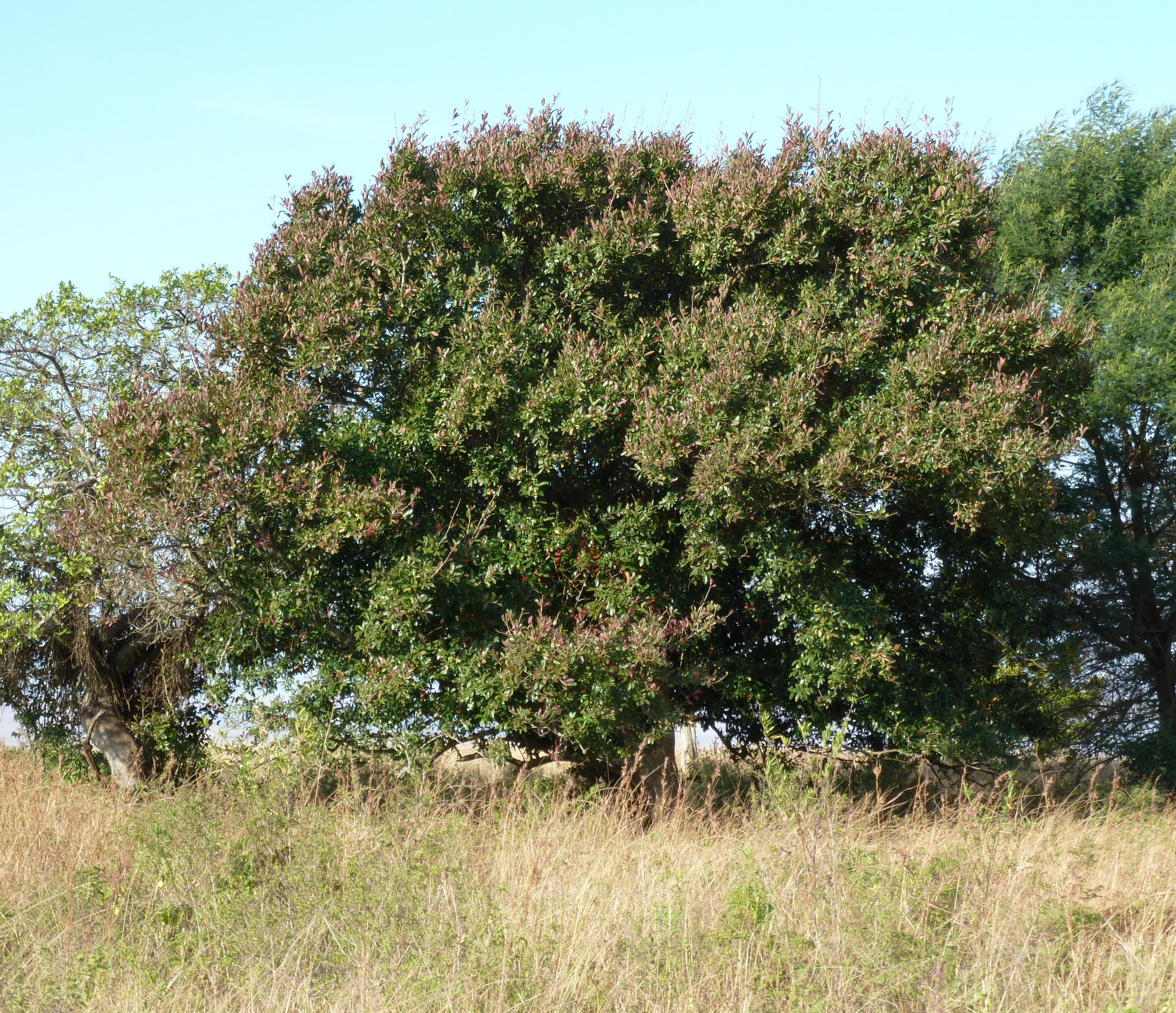
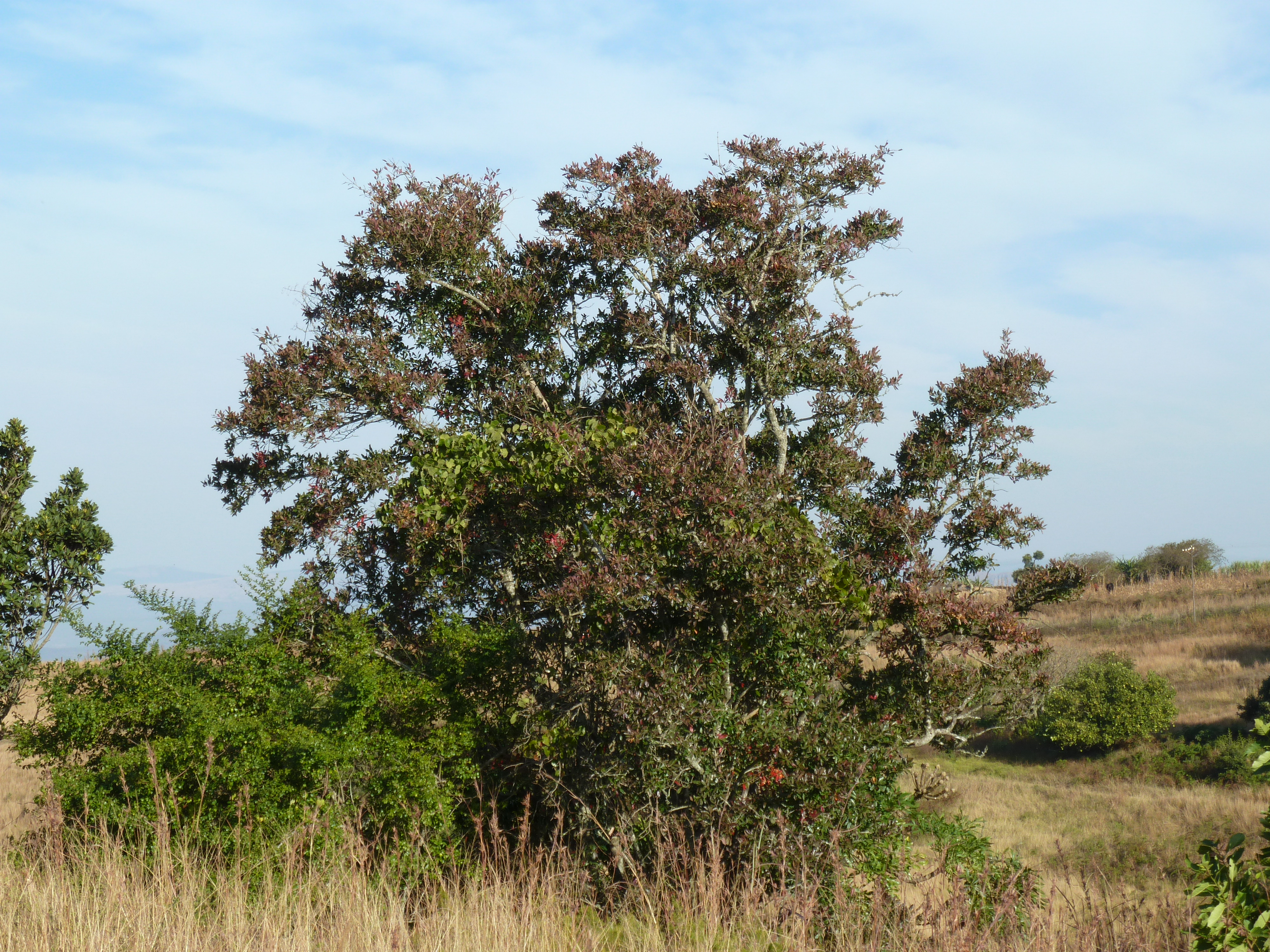
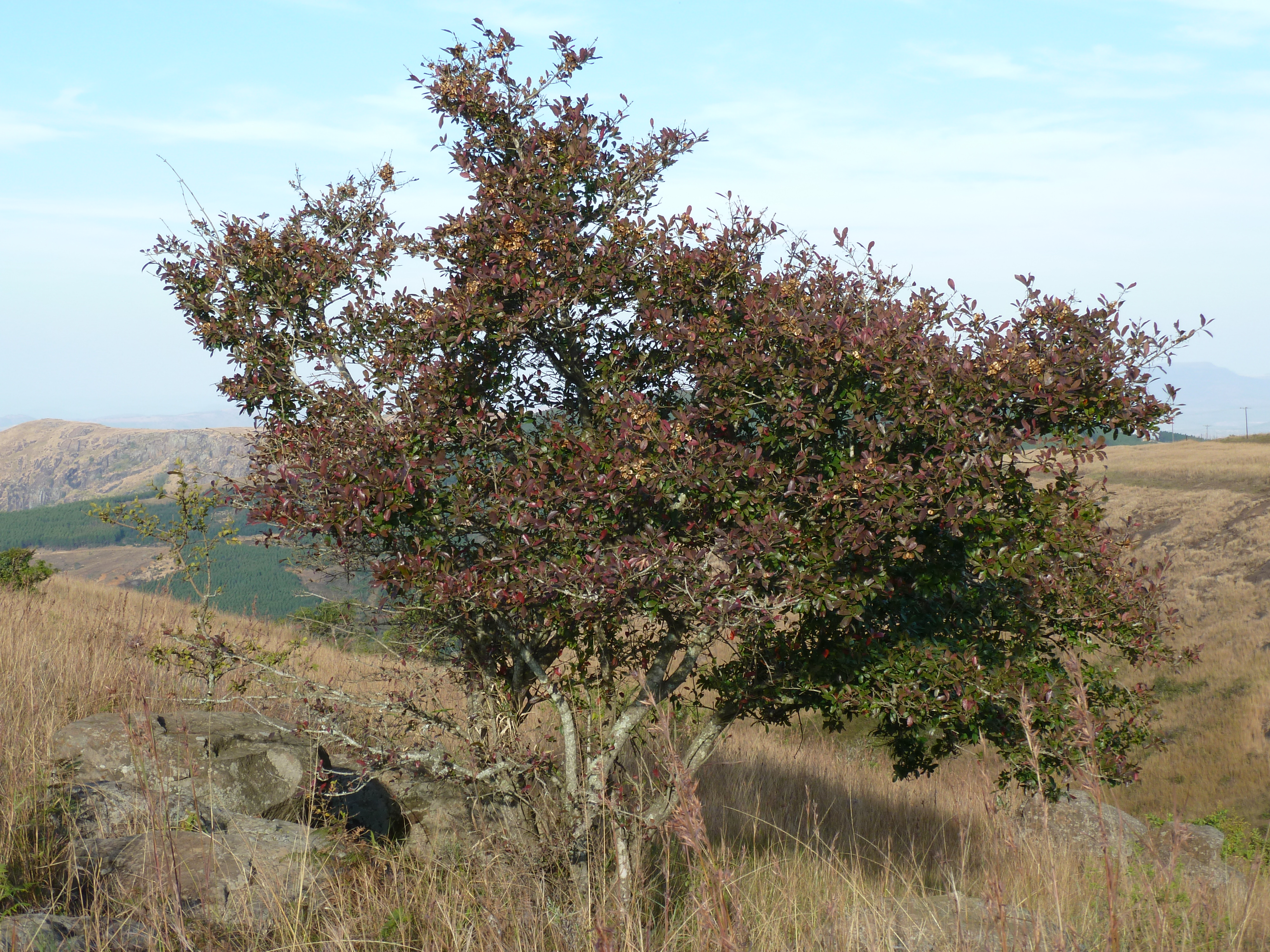
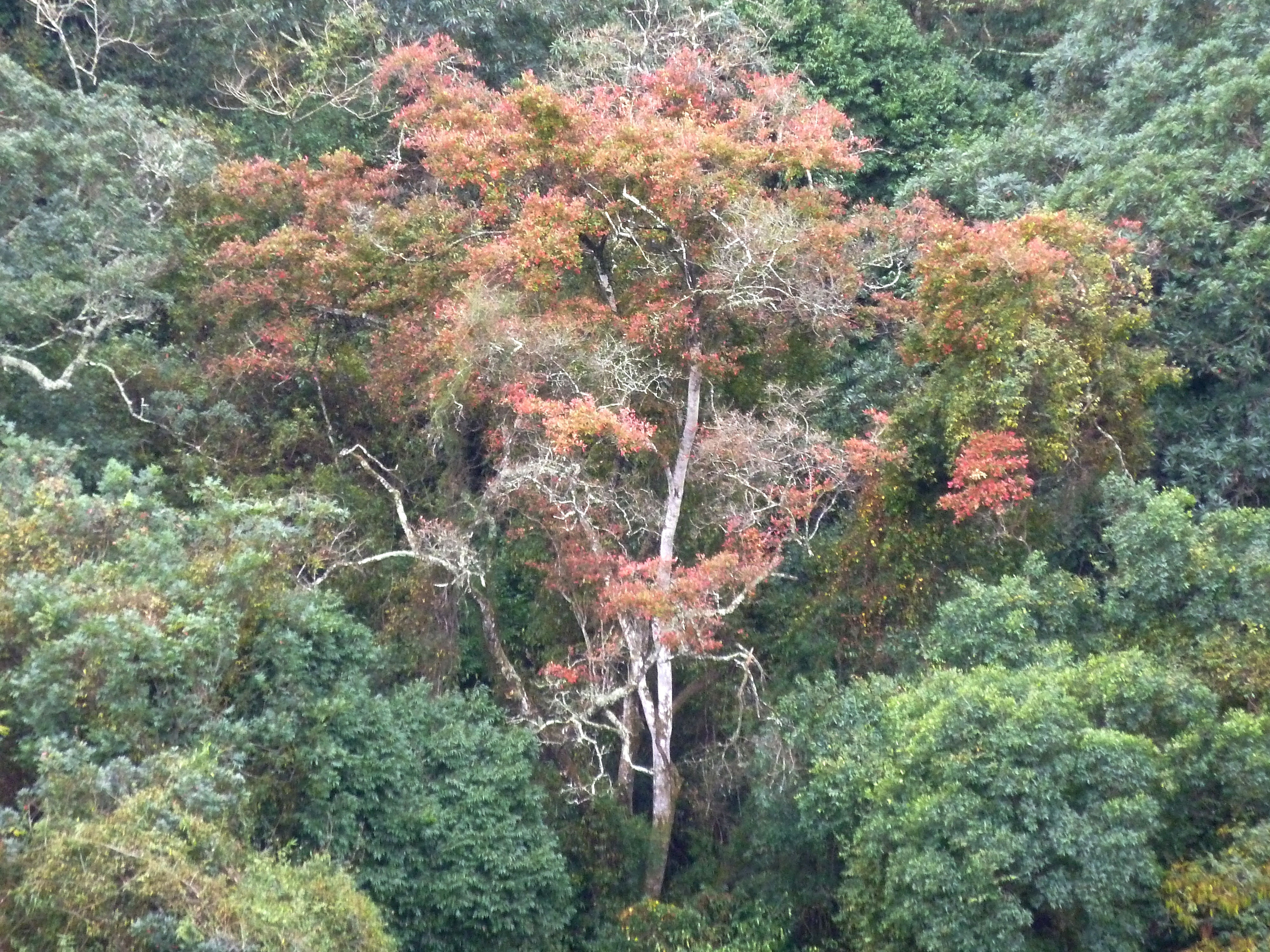